# Isozulia
Isozulia is een geslacht van halfvleugeligen uit de familie schuimcicaden (Cercopidae). De wetenschappelijke naam van dit geslacht is voor het eerst geldig gepubliceerd in 1953 door Fennah.

## Soorten
Het geslacht Isozulia omvat de volgende soorten:
- Isozulia aenea (Melichar, 1915)
- Isozulia astralis (Distant, 1909)
- Isozulia christenseni (Lallemand, 1940)
- Isozulia cyanescens (Lallemand, 1931)
- Isozulia flamen Fennah, 1953
- Isozulia minor Fennah, 1985
- Isozulia soluta (Melichar, 1915)